# طلب یازده تن طلای ایران از شوروی
یازده تن طلای ایران، به طلبی اشاره می‌کند که ایران از شوروی پس از اشغال ایران در جنگ جهانی دوم داشت. اتحاد جماهیر شوروی در زمان محاصره اقتصادی ایران از سوی غرب آن را به دولت مصدق پرداخت نکردند تا هنگامی که دولت مصدق با کودتا سقوط کرد. پس از روی کارآمدن دولت کودتا، شوروی طلب را به دولت زاهدی پرداخت نمود. البته شوروی در مقابل ناحیه خوش آب و هوای فیروزه که پیش‌تر طبق پیمان آخال از حاکمیت ایران خارج شده بود را با ۱۲۰ کیلومتر مربع مساحت از ایران جدا نمودند.

## تاریخچه
ایران در جنگ جهانی دوم بی‌طرف بود، اما ارتش متفقین به بهانهٔ حضور جاسوسان آلمانی، در ۱۹۴۱ ایران را اشغال کرد. وقتی آلمان‌ها به شوروی حمله کردند، شوروی و انگلستان پیمان دوستی بستند و برای کمک رسانی به شوروی قرار گذاشتند که ضمن حمله به ایران از راه این کشور کمک رسانی انجام شود. پس از اشغال ایران، متفقین برای پرداخت حقوق سربازان و خرید آذوقه احتیاج به پول ایرانی داشتند، در صورتی که میزان اسکناس در ایران کافی نبود. ایشان از دولت ایران درخواست می‌کنند که اسکناس چاپ کند و در اختیار آنان قرار دهد. ارزش لیره در ایران ابتدا ۷ تومان بود، اما انگلیسی‌ها ارزش آن را ۱۳ تومان محاسبه کردند. آقای مشرف نفیسی که ارزش لیره را ۱۳ تومان حساب کرد، بعداً گفت که قیمت به اختیار انگلیسی‌ها بود و اگر او آن را ۱۳ تومان نمی‌کرد، خود انگلیسی‌ها آن ۱۷ تومان می‌کردند. شوروی قصد داشت که پس از پایان جنگ به ایران روبل بدهد که ایرانیان آن را رد کردند. در عوض ایران درخواست طلا نمود و روس‌ها قبول کردند. در سال ۱۳۲۴ جنگ تمام شد. اما روس‌ها ایران را تخلیه نکردند و جریان آذربایجان را راه انداختند. برای طلب دولت ایران از انگلستان، انگلیس‌ها ادعا کردند که ۵و نیم میلیون لیره می‌دهند و باقی را هم فشنگ. البته روزنامه باختر امروز ادعا نمود که انگلیسی‌ها در زمان حکومت هژیر، با تحمیل به سه چهار میلیون لیره تقلیل دادند و بقیه را فشنگ خراب تحویل دادند که به وسیله عوامل خودشان در شیراز آن را آتش زدند. آمریکا هم یک میلیارد به ایران پرداخت نمود. و تجهیزات راه‌آهنی را که به ایران آورده بودند را هم به عنوان طلب ایران محسوب نمودند.
در جریان نهضت ملی کردن نفت که مصدق وارد میدان مبارزه با انگلیس و آمریکا شد، منابع نفت ایران در اختیار انگلیسی‌ها بود. آن‌ها ایران را تحریم و حتی کشتی ای که نفت ایران را می‌برد توقیف نمودند و به علاوه در دادگاه نیز ایران را محکوم کردند و گفتند: اگر کشتی حامل نفت ایران را بگیریم، کالای دزدی محسوب می‌شود. در شرایط سخت ناشی از تحریم اقتصادی، حقوق ارتش ۷ماه عقب افتاده بود و دولت دکتر مصدق شدیداً به بازپرداخت بدهی شوروی‌ها نیاز داشت.
پس از اسفند ۱۳۳۱، با مرگ استالین، سیاست شوروی تغییر کرد. با وجود اینکه پس از کودتای ۲۸ مرداد ۱۳۳۲، دولت کودتا در ایران بر سر کار بود، اما روس‌ها سعی کردند روابطشان را با هند، ترکیه، ایران و … بهبود بخشند. دربارهٔ ایران هم پیشنهاد به حل اختلاف‌ها کردند. در سال ۱۳۳۳ ایران قصد ورود به پیمان بغداد را داشت که سرانجام هم به آن پیوست. دولت شوروی حاضر بود هرکاری بکند که ایران وارد این پیمان نشود. شوروی‌ها هیاتی را می‌فرستند که اختلافات مرزی را حل کنند. در زمان لنین گفته شده بود که باید روستای فیروزه را به ایران بازپس دهند. روستای فیروزه در کنار عشق آباد مانند تجریش در کنار تهران بوده‌است. هیئت مذاکره‌کننده شوروی می‌گویند که رئیس‌جمهور ترکمنستان برای خودش آنجا کاخ ساخته و از ایران می‌خواهند که این روستا را به شوروی واگذار کنند. هیئت ایرانی قبول می‌کنند و درخواست می‌کنند که طلاهای ایران را پس بگیرند.

در آذرماه۱۳۳۳، حکومت زاهدی موافقتنامه ایران و شوروی راجع به حل مسئله مرزی و مالی فی‌مابین را با شوروی در تهران به امضاء رساند که طبق ماده اول آن 
طرفین متعاهدین تأیید می‌کنند که مرز میان ایران و شوروی … مطابق با دژ عباس‌آباد درقریه حصار در خاک ایران می‌ماند؛ اما قریه فیروزه و املاک اطراف آن به شوروی داده می‌شود.

در ماده ۴نیز 
طرفین موافقت کردند که تمام دعاوی مربوط به جنگ دوم جهانی را به شرح زیر حل و فصل کنند: بانک دولتی شوروی تا ۲هفته پس از امضای عهدنامه در ایستگاه مرزی جلفا ۱۱۱۹۶ کیلو و هفتاد گرم طلا را به ایران تحویل دهند…

## روستای فیروزه
روستای فیروزه که دولت زاهدی آن را به شوروی بخشید، در شمال شرق خراسان، در ۳۰ کیلومتری غرب باجگیران در دامنه رشته کوه‌های بین ایران و ترکمنستان واقع شده‌است. این روستا در ۱۲ کیلومتری مرز قرار دارد و از شهر شیروان به‌خوبی دیده می‌شود. این روستا - که امروزه تبدیل به شهر شده‌است - بسیار خوش آب و هوا بوده و به عنوان تفریحگاه مردم ترکمنستان به حساب می‌آید و از جمله مراکز توریستی شوروی محسوب می‌شد. روستای فیروزه در ۱۸۹۳ میلادی در زمان قاجارها به اشغال روس‌ها درآمد و باوجود سلطه آنان بر این شهر، هیچ دولتی در ایران این اشغالگری را به رسمیت نشناخت.
پس از عقد پیمان دوستی ۱۹۲۱ بین ایران و شوروی، مقامات دولت جدید شوروی کلیه قراردادهای استعماری بسته شده میان تزارها با ایران، از جمله اشغال مناطقی از خاک ایران را لغو کردند. با وجود این، روس‌ها حاضر نشدند رودخانه اترک را که حکومت تزاری با تغییر مسیر آن به عمق خاک ایران، آن را مرز مشترک دو کشور خوانده بودند، به حالت اول آن بازگردانند. از این رو اراضی شمالی رود را همچنان به عنوان بخشی از خاک شوروی نزد خود نگاه داشتند. در ماده سوم پیمان دوستی ۱۹۲۱ آمده بود: از آنجا که دولت جمهوری سوسیالیستی فدرال شوروی به هیچ وجه خیال ندارد از ثمره اعمال غاصبانه دولت پیشین تزاری بهره‌برداری کند، لذا از جزایر آشوراده و سایر جزایری که در سواحل ایالت استرآباد (گرگان) قرار دارند صرف نظر می‌کند و آن‌ها را به دولت ایران برمی‌گرداند. آن‌ها همچنین روستای فیروزه و اراضی مجاور آن را که دولت ایران به موجب قرارداد ۲۸می ۱۸۹۳ به دولت روسیه تزاری واگذار کرده بود، مجدداً به مالکیت دولت ایران بازدرآوردند. دولت ایران هم در مقابل تعهد کرد شهر سرخس را که به سرخس روس یا سرخس کهنه معروف بود، به همراه اراضی اطراف آن که به رودخانه سرخس منتهی می‌شد جزو قلمرو ارضی روسیه بداند.
پس از واگذاری ناحیه فیروزه به روس‌ها در کابینه زاهدی، شوروی در ناحیه مغان یک‌صد کیلومتر مربع از زمین‌های مورد اختلاف به ایران واگذار کردند. همچنین ۲۰ کیلومتر مربع در سرخس و ۲۰ کیلومتر مربع در دیمان و بخشی از زمین‌های مورد اختلاف در «یدی اولر» در نزدیکی آستارا به ایران بازگردانده شد.
ظاهر امر این بود که فیروزه درازای عباس‌آباد و حصار به شوروی واگذار شده‌است. اما حصار و عباس‌آباد بخش‌هایی از خاک ایران بودند و در حاکمیت ایران بر آن‌ها هیچ شک و تردیدی نبود و در واقع ایران در ازای تأیید مالکیتش بر قسمتی از خاک خود بخشی دیگر از خاکش را واگذار کرد. پیشتر هم شوروی‌ها مدعی شده بودند که ایران در ازای فیروزه، حصار و عباس‌آباد را تصرف کرده‌است که این ادعا نادرست بود زیرا طرح مبادله عباس‌آباد و حصار با فیروزه همانی بود که در عصر روسیه تزاری انجام شده بود و شوروی با صرف نظر از این سیاست استعماری، حاکمیت ایران بر فیروزه را پذیرفته بود. محمدعلی فروغی هم در عصر رضاخان در نامه‌ای به سفیر ایران در شوروی تصریح کرده بود که چنین ادعایی باطل و بی‌ربط است.
منطقه دیمان در جنوب شهرستان گرمی و شمال باختری نمین قرار دارد. دولت ایران در سال ۱۳۰۲ خورشیدی درصدد ایجاد پاسگاه نظامی در دیمان بود که مرزبانی شوروی با ادعای مالکیت مانع ایجاد پاسگاه ایرانی در آن ناحیه شد.
در شانزدهم شهریور ۱۳۰۲، با وجود اینکه ایرانیان به‌جای دیمان، در سه و نیم کیلومتری آن (یعنی در ساری بلاغ)، در حال ساخت پاسگاه بودند نظامیان شوروی به پاسگاه در حال ساخت ساری‌بلاغ یورش برده و ضمن کشتن غلامعلی‌خان نایب رئیس پاسگاه، یک نفر نظامی همراه وی و هفت کارگر ایرانی که مشغول ساخت بنای پاسگاه بودند را کشته و یک نظامی دیگر را نیز زخمی‌کردند.
به عبارت دیگر، شوروی‌ها حدود ۱۲۰ کیلومتر مربع از زمین‌های مورد اختلاف را که قسمتی از آن در مغان و آستارا و قسمتی دیگر در ناحیه سرخس روسیه واقع بود به ایران دادند و در عوض شهرستان مهم و خوش آب و هوای فیروزه را که اگر به ایران برمی‌گشت یکی از زیباترین مناطق ییلاقی خراسان می‌شد، رسماً و قانوناً به تصرف خود درآوردند. مجلس دوره ۱۸ نیز این قرار را در ۵ اسفند ۱۳۳۳ با یک نشست و برخاست ساده و با رأی وکلا تصویب کرد.

## نظر مخالف
فرج‌الله میزانی (ف.م. جوانشیر)، دبیر دوم حزب توده، در کتاب "افسانه طلاهای ایران " می‌گوید که 
محافل ضد کمونیستی چندین سال است که یک‌نفس فریاد می‌زنند: «اتحاد شوروی طلاهای ایران را به مصدق پس نداد. نگاه داشت و به دولت کودتایی زاهدی داد». در این ادعا سر سوزنی حقیقت وجود ندارد. افسانه طلاهای ایران یکی از ساخته‌های تبلیغاتی دوران جنگ سرد است که محافل ارتجاعی و امپریالیستی برای اخلال در مناسبات ایران و شوروی به کار انداختند.
در ادامه میزانی (جوانشیر) می‌گوید که طلاها در اصل بدهکاری ریالی شوروی به ایران بابت استفاده از راه‌آهن ایران بوده. و ادامه می‌دهد که چون ارتش ایران و عشایر جنوب در اختیار ارتش هیتلری بودند، نقشه هجوم به قفقاز از راه ایران تهیه شده بوده و ضرورت جنگ ضد فاشیستی ایجاب می‌کرده که متفقین به صورت موقت به ایران وارد شوند. حضور این ارتش‌ها در ایران هزینه‌هایی داشته‌است که قرار شد خود آن‌ها بپردازند و تنها شوروی بود که تا دینار آخر هزینه را پرداخت ولی انگلیس و آمریکا نپرداختند.

و نیز:
دربار پهلوی حتی به روی خود نمی‌آورد که این به اصطلاح «طلاها» هزینه‌ای است که درست به گناه این دربار و بر اثر همکاری با آلمان فاشیستی بر اتحاد شوروی تحمیل شده‌است.
جوانشیر سپس اشاره می‌کند که اصولاً میزان طلاها قابل توجه نبوده و بیش از ۱۲ میلیون دلار ارزش نداشته‌است که جنجال ادامه‌دار در مورد آن به سال‌های پس از انقلاب ۱۳۵۷ بکشد
در انتها جوانشیر توضیح می‌دهد که قرارداد ایران و شوروی در مورد معامله پشم و پنبه و کشمش بوده و همزمانی آن با دولتهای پس از کودتا، به‌علت آن بوده که "متأسفانه وقت کافی نبوده " و بهبود مناسبات به دولتهای پس از دکتر مصدق رسیده‌است.

## فیلم
استرداد فیلمی به کارگردانی علی غفاری ساخته سال ۱۳۹۰ است. در این فیلم به موضوع طلاهای ایران به صورت غرامت متفقین نگریسته می‌شود و در انتها عنوان شده که طلاهای ایران پس از بازپس گرفته شدن از شوروی حیف و میل شده‌است. در این فیلم اشاره‌ای به مسائل مرزی نشد.

## کتاب
- میزانی (ف.م. جوانشیر)، فرج‌الله (۱۳۹۲). افسانه طلاهای ایران. چاوشان نوزایی کبیر (نشر مجدد الکترونیک).